# Всередині Йова (повість)
«Всередині Йова» (англ. Inside Job) — науково-фантастична книга Конні Вілліс вперше опублікована у форматі повісті в січні 2005 року на сторінках журналу «Азімовз сайнс фікшн», згодом видавництво Subterranean Press опублікувало в розширеному вигляді як роман у твердій обкладинці. У повісті розвінчувач псевдонауки стикається з фальшивим носієм інформації, який, схоже, справді спрямовує руйнівний дух Г. Л. Менкена. У 2006 році «Всередині Йова» отримала премія «Г'юго» за найкращу повість.

## Відгуки
Publishers Weekly у своєму огляді зазначають, що «хоча ця новела не настільки щільно сплетена, як одна з типових новел Вілліс, і не так багатошарова, як її романи («Уривок» та ін.), ця повість все ще надзвичайно приємна, дещо освітня і зрештою залишить читачів щасливими». Рей Олсон у своєму огляді для Booklist сказав, що «Вілліс, одна з найдухливіших письменниць наукової фантастики, розповідає про Новий час; віддає шану великому скептично налаштованому журналістові; у цій непереборній розвазі». Джекі Кассаді в огляді для «Лайбрарі Жорнал» зазначила, що «Вілліс зростає навіть краще у своїй короткій художній літературі, вносячи в цю новелу і багатство, і цілісність».